# Jacques Defrance
 (mars 2024).
Pour les articles homonymes, voir Defrance.
Jacques Defrance, né le 1er juillet 1948, est un sociologue et historien du sport et de l'éducation physique. Il était professeur en STAPS à l'université de Nanterre (Paris Ouest Nanterre) où il a dirigé également le laboratoire "Sport et culture". Il était par ailleurs membre du Centre de Sociologie Européenne (CSE) et a longtemps siégé au Conseil National des Universités en STAPS. Il a également siégé au Conseil d'Administration de l'Association Francophone pour la Recherche en Activités Physiques et Sportives et été membre du Comité de Rédaction de la Revue STAPS.

## Parcours universitaire
Ses travaux s'inscrivent dans une démarche dite de sociologie historique, souvent proche de la sociologie bourdieusienne. C'est le cas notamment de sa thèse, soutenue en 1978 à l'EHESS sous la direction de Pierre Bourdieu qui sera publiée sous le titre "L'Excellence Corporelle" (PUR et AFRAPS) et diffusée de manière assez confidentielle. Pour la réalisation de ce travail, il sera également suivi par Luc Boltanski et Claude Grignon.
Jacques Defrance est notamment connu pour l'outil pédagogique : Sociologie du Sport, aux éditions La Découverte, qui a connu 5 éditions jusqu'en 2006. Ses publications en font l'un des auteurs les plus caractéristiques du courant bourdieusien dans le domaine des APS activités physiques et sportives avec Christian Pociello. Ce positionnement l'a souvent opposé à d'autres historiens ou sociologues du sport tels Jacques Gleyse, Pierre Parlebas ou Jean-Marie Brohm.
Il a été également rédacteur en chef de la revue Sciences sociales et sport (publiée chez l'Harmattan).

## Ouvrages
- L'excellence corporelle, Presses Universitaires de Rennes, 1987
- Sport et pouvoirs au XXe siècle, enjeux culturels sociaux et politiques des éducations physiques des sports et des loisirs dans les sociétés industrielles (années 1920-années 1990). 1994
- Deux siècles d’alpinismes Européens. Origines et mutations des activités de grimpe, Hoibian O., Defrance J. (coord.), Paris, L’Harmattan, 380 p. 2002
- Sociologie du Sport, 6e éd., Paris, éd. La Découverte, collection Repères, 126 p. 2011.

## Articles
- Un schisme sportif : clivages structurels, scissions et oppositions dans les sports athlétiques, 1960-1980, Actes de la Recherche en Sciences Sociales, no 79, p. 76-91, 1989.
- L’autonomisation du champ sportif. 1890-1970, Sociologie et sociétés, Volume 27, numéro 1, p. 15-31, printemps 1995.
- La politique de l'apolitisme. Sur l'autonomisation du champ sportif, Politix. Revue des Sciences sociales du Politique, no 50, vol. 13 ; 13-27, 2000.
- Les gymnastiques et l'idéologie eugéniste en France, pendant la première moitié du XXe siècle, in Stadion. Revue Internationale d'Histoire du Sport, vol. XXVI, 2 , 2000; 155-177, 2001.